# Chiesa dell'Annunziata (Genzano di Roma)
La chiesa dell'Annunziata è una chiesa cattolica di Genzano di Roma (Genzano), dal 2007 chiusa al culto in seguito a gravi danni di origine sismica verificatisi alla fine del XX secolo.

## Storia
In una nota a pag. 51 della sua "Storia di Genzano, con note e documenti", Nicola Ratti accenna brevemente alla chiesa dell'Annunziata: l'essere stata concessa ai primi del XVII secolo ai padri agostiniani, i quali vi eressero un proprio convento con l'obbligo delle scuole pubbliche, e di essere stata edificata nuovamente nel 1736.
Secondo la sintetica descrizione di Mario dell'Arco, architetto oltre che poeta:
(Mario dell'Arco, Storia di Genzano, di Nicola Ratti, trascritta e ampliata da Mario Dell'Arco, Marino: Stamperia Santa Lucia, 1976, p. 35.)
Poco è rimasto della chiesa precedente il restauro del XVIII secolo, e poco si sa della precedente storia. La chiesa dell'Annunziata viene citata per la prima volta in una "Relazione ad limina" del 1569 redatta dal vescovo di Albano e ancora nel 1603 veniva aperta solo il 25 marzo, in occasione della festa della Annunziata; era tuttavia associata a un piccolo "hospitale", ossia a un centro di ricovero per i pellegrini.
Nel 1810, con l'annessione dei territori dello Stato della Chiesa all'impero napoleonico in forza delle leggi eversive dei beni ecclesiastici e della soppressione degli ordini religiosi, la chiesa dell'Annunziata e l'annesso convento degli Agostiniani passarono al comune. Con la restaurazione, nel 1821, la chiesa venne affidata alla Confraternita di Santa Maria dell'Orazione e della Morte che la resse fino al 1945. Danneggiata nel corso della II guerra mondiale, venne restaurata progressivamente negli anni cinquanta, ricostruendo anche il campanile, crollato alla fine XIX secolo. L'edificio venne utilizzato come sede provvisoria della parrocchia di San Giuseppe lavoratore fino al 1986, data in cui venne aperta al culto la nuova sede parrocchiale. Il terremoto del 1987 ha tuttavia compromesso nuovamente la stabilità dell'edificio. 
Il 18 settembre 2024, in occasione del trecentosessantacinquesimo anniversario della proclamazione di San Tommaso da Villanova a patrono della città, il portone della chiesa è stato riaperto ed illuminati gli affreschi interni, fermo restando l’impossibilità per la folla accorsa di accedervi. 

## Architettura

### Facciata
La facciata della chiesa della Annunziata presenta due ordini: tuscanico nella parte inferiore, ionico nella superiore. Nella parte inferiore, a lato del portone d'ingresso, sono visibili due colonne laterali, una per ciascun lato, seguite da due lesene per ciascun lato e una nicchia nel mezzo delle due lesene. Al di sopra della trabeazione, al centro, in corrispondenza del portone è presente una grande finestra rettangolare, con tre lesene per lato; fra le ultime due paraste, per ciascun lato, si apre una nicchia con decorazione interna a forma di conchiglia. 

### Interno
La chiesa è a una sola navata su cui si aprono due altari per lato. La volta e l'abside presentano affreschi con sei sibille, Dio Padre, gli Evangelisti, l'Assunzione, Sant'Agostino e Santa Monica. Le tele provenivano dalla chiesa di chiesa di Santa Maria della Cima.